# Santa Cruz megye (Arizona)
Santa Cruz megye az Amerikai Egyesült Államokban, azon belül Arizona államban található. Megyeszékhelye és legnagyobb városa Nogales. Lakosainak száma 47 669 fő (2020. április 1.). Santa Cruz megye Pima, Cochise, Heroica Nogales, Santa Cruz és Sáric megyékkel határos.

## Népesség
A megye népességének változása:
| Lakosok száma | 47 264 | 47 341 | 47 224 | 46 768 | 46 461 | 47 669 |
|               | 2010   | 2011   | 2012   | 2013   | 2015   | 2020   |